# 필립 (코요태의 음반)
《필립(必立)》은 대한민국의 3인조 혼성그룹 코요태의 정규 4집 앨범이다.
3집 《Passion》에서 객원 멤버로 활동한 김종민이 정규 멤버로 편입된 후 활동한 첫 음반이다. 음반 발매 직전에 멤버 김구가 엑스터시 복용 혐의로 입건되어 2002년 4월에 임시 탈퇴하였고, 김구 대신 김영완을 객원 멤버로 영입하여 활동하였다. '반드시 일어선다'라는 뜻의 앨범 타이틀 '필립(必立)'은 음반 발매 전 벌어진 악재를 극복하고자 하는 의지로 지은 이름이다.

## 개요

### 타이틀곡 〈비몽〉
본래 타이틀곡은 〈애련〉으로 내정된 상태였으나, 음반 발매 직전 김구가 마약 복용 사건으로 인하여 활동이 불가능해지자 코요태 측에서는 객원 멤버로 김영완을 영입하여 〈비몽〉을 다시 녹음하고 타이틀곡으로 활동하였다. 〈비몽〉은 코요태의 역대 타이틀곡 중 유일하게 뮤직비디오가 없는 곡이다.

### 후속곡 〈애련〉
〈비몽〉을 끝으로 김영완은 코요태를 탈퇴하였고, 당초 타이틀곡이었던 〈애련〉을 후속곡으로 활동하였다. 본래 김구가 담당했던 랩은 활동 시 김종민이 대신하였다.

### 삼속곡 〈Over〉
〈Over〉를 끝으로 코요태는 4집 활동을 끝마쳤다. 김구의 랩은 활동 시 신지가 대신하였다.

### 사속곡
2002년 가을 쯤에 〈Loving You〉로 활동을 이어갈 예정이었으나, 무산되었다.

## 수록곡
| #            | 제목             | 작사         | 작곡         | 편곡         | 재생 시간 |
| ------------ | ---------------- | ------------ | ------------ | ------------ | --------- |
| 1.           | 〈프로필〉       | 김구         | 이용민       | 이용민       | 3:14      |
| 2.           | 〈비몽〉         | 주영훈       | 주영훈       | 주영훈       | 3:20      |
| 3.           | 〈애련〉         | 이용민       | 이용민       | 이용민       | 4:13      |
| 4.           | 〈운명〉         | 최원석       | 김규남       | 김규남       | 3:35      |
| 5.           | 〈Over〉         | 조진광       | 조성진       | 허진욱       | 3:58      |
| 6.           | 〈Y〉            | 이재경       | 바비 킴      | 바비 킴      | 4:01      |
| 7.           | 〈데미지〉       | 김태희       | 정진수       | 정진수       | 3:52      |
| 8.           | 〈Happy Song〉   | 주영훈       | 주영훈       | 주영훈       | 3:55      |
| 9.           | 〈아리랑 목동〉  | 강사랑       | 박춘석       | 허진욱       | 3:42      |
| 10.          | 〈웃자〉         | 이용민       | 황세준       | 이용민       | 3:46      |
| 11.          | 〈Loving You〉   | JK Lee       | JK Lee       | JK Lee       | 3:52      |
| 12.          | 〈환희〉 (Remix) | 박건호       | 김명곤       | 이영기       | 3:39      |
| 13.          | 〈매듭〉         | 주영훈       | 주영훈       | 주영훈       | 3:50      |
| 14.          | 〈Over〉 (Remix) | 조진광       | 조성진       | 허진욱       | 4:11      |
| 총 재생 시간 | 총 재생 시간     | 총 재생 시간 | 총 재생 시간 | 총 재생 시간 | 50:28     |